# جایزه ادبی من بوکر
جایزهٔ ادبی مَن بوکر (به انگلیسی: The Man Booker Prize) که به نام جایزهٔ بوکر هم شناخته می‌شود، یکی از مهم‌ترین جوایز ادبی در جهان است که هر سال به بهترین رمان جدید انگلیسی‌زبان چاپ بریتانیا یا ایرلند اعطا می‌شود. این جایزه تا سال ۲۰۱۴ تنها به نویسندگان کشورهای مشترک‌المنافع، انگلیسی‌ها و ایرلندی‌ها تعلق می‌گرفت؛ اما از سال ۲۰۱۴ همه آثار نوشته‌شده به زبان انگلیسی حق شرکت در آن را پیدا کردند. نام برندهٔ این جایزه به‌طور وسیعی در مطبوعات آورده می‌شود. بنابراین بردن جایزهٔ بوکر تأثیر فراوانی در فروش کتاب می‌گذارد.
در سال ۲۰۰۵ جایزهٔ دیگری که هر نویسندهٔ زنده‌ای از سراسر جهان واجد شرایط گرفتن آن است، با نام جایزه جهانی من بوکر معرفی شد. نسخهٔ روسی این جایزه با نام جایزه بوکر روسی در سال ۱۹۹۲ آغاز شد.

## روند انتخاب و اعطای جایزه
روند انتخاب برنده جایزه با تشکیل یک کمیته مشورتی شامل یک نویسنده، دو ناشر، یک نماینده ادبی، یک کتاب‌فروش، یک کتابدار و یک رئیس منصوب شده توسط بنیاد جایزه بوکر آغاز می‌شود. سپس کمیته مشورتی، هیئت داوران که عضویت آن هر ساله تغییر می‌کند را انتخاب می‌کند. هرچند در موارد نادر ممکن است داور یک بار دیگر انتخاب شود. داوران از میان منتقدان برجسته ادبی، نویسندگان، دانشگاهیان و شخصیت‌های برجسته عمومی انتخاب می‌شوند. داورهای انتخاب شده بدون دخالت مدیران بنیاد جایزه بوکر و حامیان مالی کار می‌کنند.

### معرفی کتاب
هر ناشر می‌تواند تا دو عنوان کتاب جدید (چاپ همان سال) را به بنیاد بوکر معرفی کند. به علاوه، کتاب نویسندگانی که قبلاً جایزهٔ بوکر را گرفته‌اند یا در ۱۰ سال گذشته جزو فهرست نهایی آن بوده‌اند نیز بررسی می‌شود. ناشران می‌توانند تا پنج عنوان کتاب دیگر را برای بررسی ارائه کنند. داوران موظفند هشت تا دوازده عنوان از این کتاب‌ها را درخواست کنند تا در فهرست آثار مورد بررسی قرار گیرد. یک وجه تمایز بزرگ جایزهٔ بوکر با دیگر جوایز ادبی در این است که داوران همهٔ آثار معرفی شده را می‌خوانند. فهرست کتاب‌های معرفی شده اکیداً محرمانه است.

### فهرست‌ها و جایزه
داوران ابتدا یک فهرست اولیه و سپس یک فهرست نهایی شامل شش عنوان کتاب را معرفی می‌کنند. برای عضویت در فهرست نهایی باید دستکم یکی از داوران از کتاب حمایت کند. نویسندگانی که کتاب آنها به فهرست نهایی راه پیدا کرده یک نسخهٔ جلد چرمی از کتاب خود به همراه ۲٬۵۰۰ پوند پول دریافت می‌کنند.
با اجماع داوران جایزهٔ بوکر به یکی از عناوین فهرست نهایی تعلق می‌گیرد. ارزش نقدی این جایزه هم‌اکنون ۵۰٬۰۰۰ پوند است. مبلغ جایزه در اصل ۲۱٬۰۰۰ پوند بود و از سال ۲۰۰۲ با پشتیبانی گروه مَن به مقدار فعلی افزایش پیدا کرد.

## فهرست برندگان جایزهٔ بوکر
| سال  | نویسنده           | نام اثر                                                                 | ژانر             | ملیت                             |
| ---- | ----------------- | ----------------------------------------------------------------------- | ---------------- | -------------------------------- |
| ۱۹۶۹ | پی.اچ. نیوبی      | چیزی برای پاسخ دادن (به انگلیسی: Something to Answer For)               | رمان             | بریتانیایی                       |
| ۱۹۷۰ | برنیس روبنز       | عضو منتخب (به انگلیسی: The Elected Member)                              | رمان             | بریتانیایی                       |
| ۱۹۷۰ | جیمز جی. فارل     | مشکل‌ها (به انگلیسی: Troubles)                                           | رمان             | بریتانیایی / ایرلندی             |
| ۱۹۷۱ | وی. اس. نایپل     | در یک کشور آزاد (به انگلیسی: In a Free State)                           | رمان             | ترینیداد و توباگویی / بریتانیایی |
| ۱۹۷۲ | جان برگر          | جی (به انگلیسی: .G)                                                     | رمان تجربی       | بریتانیایی                       |
| ۱۹۷۳ | جیمز جی. فارل     | محاصره کریشناپور (به انگلیسی: The Siege of Krishnapur)                  | رمان             | بریتانیایی / ایرلندی             |
| ۱۹۷۴ | نادین گوردیمر     | محافظه‌کار (به انگلیسی: The Conservationist)                             | رمان             | آفریقای جنوبی                    |
| ۱۹۷۴ | استنلی میدلتون    | تعطیلات (به انگلیسی: Holiday)                                           | رمان             | بریتانیایی                       |
| ۱۹۷۵ | روث پراور جابوالا | گرما و غبار (به انگلیسی: Heat and Dust)                                 | رمان             | بریتانیایی / آلمانی              |
| ۱۹۷۶ | دیوید استوری      | ساویل (به انگلیسی: Saville)                                             | رمان             | بریتانیایی                       |
| ۱۹۷۷ | پل اسکات          | اقامت (به انگلیسی: Staying On)                                          | رمان             | بریتانیایی                       |
| ۱۹۷۸ | آیریس مرداک       | دریا، دریا (به انگلیسی: The Sea, the Sea)                               | داستان فلسفی     | ایرلندی / بریتانیایی             |
| ۱۹۷۹ | پنلوپه فیتزجرالد  | دور از ساحل (به انگلیسی: Offshore)                                      | رمان             | بریتانیایی                       |
| ۱۹۸۰ | ویلیام گلدینگ     | مراسم عبور (به انگلیسی: Rites of Passage)                               | رمان             | بریتانیایی                       |
| ۱۹۸۱ | سلمان رشدی        | بچه‌های نیمه‌شب (به انگلیسی: Midnight's Children)                         | واقع‌گرایی جادویی | بریتانیایی / هندی                |
| ۱۹۸۲ | توماس کنیلی       | کشتی شیندلر (به انگلیسی: Schindler's Ark)                               | رمان زندگی‌نامه‌ای | استرالیایی                       |
| ۱۹۸۳ | جان ماکسول کوتسی  | زندگی و زمانه مایکل کی (به انگلیسی: Life & Times of Michael K)          | رمان             | آفریقای جنوبی                    |
| ۱۹۸۴ | آنیتا بروکنر      | هتل دو لاک (به انگلیسی: Hotel du Lac)                                   | رمان             | بریتانیایی                       |
| ۱۹۸۵ | کری هولم          | مردمان استخوانی (به انگلیسی: The Bone People)                           | داستان معمایی    | نیوزیلند                         |
| ۱۹۸۶ | کینگزلی آمیس      | شیاطین قدیمی (به انگلیسی: The Old Devils)                               | رمان کمدی        | بریتانیایی                       |
| ۱۹۸۷ | پنه‌لوپه لایولی    | ببر ماه (به انگلیسی: Moon Tiger)                                        | رمان             | بریتانیایی                       |
| ۱۹۸۸ | پیتر کری          | اسکار و لوسیندا (به انگلیسی: Oscar and Lucinda)                         | رمان تاریخی      | بریتانیایی                       |
| ۱۹۸۹ | کازوئو ایشی‌گورو   | بازماندهٔ روز (به انگلیسی: The Remains of the Day)                       | رمان تاریخی      | بریتانیایی / ژاپنی               |
| ۱۹۹۰ | سوزان بیات        | مالکیت (به انگلیسی: Possession)                                         | رمان تاریخی      | بریتانیایی /                     |
| ۱۹۹۱ | بن اوکری          | جاده گرسنه (به انگلیسی: The Famished Road)                              | رمان             | نیجریه‌ای                         |
| ۱۹۹۲ | مایکل اونداتیه    | بیمار انگلیسی (به انگلیسی: The English Patient)                         | متافیزیک تاریخی  | سری لانکایی / کانادایی           |
| ۱۹۹۲ | بری آنس‌ورث        | گرسنگی مقدس (به انگلیسی: Sacred Hunger)                                 | رمان تاریخی      | بریتانیایی                       |
| ۱۹۹۳ | رادی دویل         | پدی کلارک (به انگلیسی: Paddy Clarke Ha Ha Ha)                           | رمان             | ایرلندی                          |
| ۱۹۹۴ | جیمز کلمن         | چقدر دیر بود، چقدر دیر (به انگلیسی: How Late It Was, How Late)          | جریان سیال ذهن   | بریتانیایی                       |
| ۱۹۹۵ | پت بارکر          | جاده ارواح (به انگلیسی: The Ghost Road)                                 | رمان جنگ         | بریتانیایی                       |
| ۱۹۹۶ | گراهام سویفت      | آخرین سفارش‌ها (به انگلیسی: Last Orders)                                 | رمان             | بریتانیایی                       |
| ۱۹۹۷ | ارونداتی روی      | خدای چیزهای کوچک (به انگلیسی: The God of Small Things)                  | رمان             | هندی                             |
| ۱۹۹۸ | ایان مک‌یوون       | آمستردام (به انگلیسی: Amsterdam)                                        | رمان             | بریتانیایی                       |
| ۱۹۹۹ | جان ماکسول کوتسی  | بدنامی (به انگلیسی: Disgrace)                                           | رمان             | آفریقای جنوبی                    |
| ۲۰۰۰ | مارگارت اتوود     | آدمکش کور (به انگلیسی: The Blind Assassin)                              | رمان تاریخی      | کانادایی                         |
| ۲۰۰۱ | پیتر کری          | تاریخچه حقیقی دارودسته کلی (به انگلیسی: True History of the Kelly Gang) | رمان تاریخی      | استرالیایی                       |
| ۲۰۰۲ | یان مارتل         | زندگی پی (به انگلیسی: Life of Pi)                                       | ادبیات فانتزی    | کانادایی                         |
| ۲۰۰۳ | دی‌بی‌سی پیر        | ورنون خدای کوچک (به انگلیسی: Vernon God Little)                         | کمدی سیاه        | استرالیایی / مکزیکی              |
| ۲۰۰۴ | الن هالینگهرست    | خط زیبایی (به انگلیسی: The Line of Beauty)                              | رمان تاریخی      | بریتانیایی                       |
| ۲۰۰۵ | جان بنویل         | دریا (به انگلیسی: The Sea)                                              | رمان             | ایرلندی                          |
| ۲۰۰۶ | کیران دسای        | میراث سراب (به انگلیسی: The Inheritance of Loss)                        | رمان             | هندی                             |
| ۲۰۰۷ | آن انرایت         | دور همی (به انگلیسی: The Gathering)                                     | رمان             | ایرلندی                          |
| ۲۰۰۸ | آراویند آدیگا     | ببر سفید (به انگلیسی: The White Tiger)                                  | رمان             | هندی / استرالیایی                |
| ۲۰۰۹ | هیلاری منتل       | تالار گرگ (به انگلیسی: Wolf Hall)                                       | رمان تاریخی      | بریتانیایی                       |
| ۲۰۱۰ | هاوارد جاکوبسن    | مسئله فینکلر (به انگلیسی: The Finkler Question)                         | رمان کمدی        | بریتانیایی                       |
| ۲۰۱۱ | جولیان بارنز      | درک یک پایان (به انگلیسی: The Sense of an Ending)                       | رمان             | بریتانیایی                       |
| ۲۰۱۲ | هیلاری منتل       | اجساد را بیاورید (به انگلیسی: Bring Up the Bodies)                      | رمان تاریخی      | بریتانیایی                       |
| ۲۰۱۳ | النور کاتن        | پرفروغ‌ها (به انگلیسی: The Luminaries)                                   | رمان تاریخی      | نیوزیلندی                        |
| ۲۰۱۴ | ریچارد فلاناگان   | جاده باریک در عمق شمال (به انگلیسی: The Narrow Road to the Deep North)  | رمان تاریخی      | استرالیایی                       |
| ۲۰۱۵ | مارلون جیمز       | تاریخچه هفت قتل (به انگلیسی: A Brief History of Seven Killings)         | رمان تاریخی      | جامائیکایی                       |
| ۲۰۱۶ | پل بیتی           | آدم‌فروش (به انگلیسی: The Sellout)                                       | رمان ترسناک      | آمریکایی                         |
| ۲۰۱۷ | جورج ساندرز       | لینکلن در باردو (به انگلیسی: Lincoln in the Bardo)                      | رمان تاریخی      | آمریکایی                         |
| ۲۰۱۸ | آنا برنز          | شیرفروش (به انگلیسی: Milkman)                                           | رمان             | ایرلندی                          |
| ۲۰۱۹ | مارگارت اتوود     | وصیت‌ها (به انگلیسی: The Testaments)                                     | رمان             | کانادایی                         |
| ۲۰۱۹ | برناردین اواریستو | دختر، زن، دیگری (به انگلیسی: Girl, Woman, Other)                        | رمان             | بریتانیایی                       |
| ۲۰۲۰ | داگلاس استوارت    | شوگی باین (به انگلیسی: Shuggie Bain)                                    | رمان             | بریتانیایی آمریکایی              |
| ۲۰۲۱ | دیمون گالگوت      | عهد (به انگلیسی: The Promise)                                           | رمان             | آفریقای جنوبی                    |
| ۲۰۲۲ | شهان کاروناتیلاکا | هفت ماه مالی المیدا                                                     | رمان             | سریلانکا                         |
| ۲۰۲۳ | پل لینچ           | آواز پیامبر                                                             | رمان             | ایرلند                           |